# انقلاب فيجي عام 2006

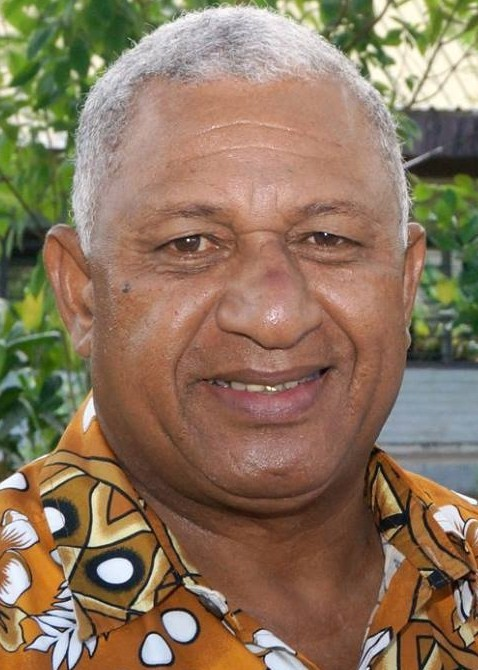
بينيماراما خلال أحد المسيرات

كان انقلاب فيجي في شهر ديسمبر من عام 2006 امتدادًا لحالة عدم الاستقرار التي تزايدت في جمهورية جزر فيجي بعد الاضطرابات العسكرية التي رافقت انقلاب عام 2000، والأزمات السياسية الفيجية في عامي 2005 و 2006.
شهدت جمهورية جزر فيجي أربعة انقلابات عسكرية حاسمة في العقدين الماضيين. اشتملت الانقلابات الثلاث السابقة لانقلاب عام 2006 على توترات بين مجموعة الفيجيين الإثنية والفيجيين الهنود، وكان للدين دور أساسي فيها. يتبع أغلب الفيجيين الإثنيين الطائفة الميثودية المسيحية، أما أغلب الفيجيين الهنود فيتبعون الديانة الهندوسية. تكرر نفس السيناريو تقريبًا في جميع الانقلابات الأربعة، إذ سعى أحد طرفي الانقلاب للتقليل من الحقوق التي يتمتع بها الفيجيين الهنود، بينما سعى الطرف الآخر لإعطائهم المزيد من الحقوق ومساواتهم مع باقي شرائح المجتمع الفيجي.
كان للكنيسة في فيجي، في كثير من الأحيان، دور مهم في السياسة، إذ دعم كبار قادة الكنيسة الميثودية في كل من فيجي وروتوما انقلاب عام 2000 وما تبعه من اقتراحات بالعفو عن المتورطين، كما اقترحت الكنيسة، في فترة ما من تاريخها، إعلان فيجي دولة مسيحية ثيوقراطية. تسبب تدخل الكنيسة في سياسة البلاد بدخول زعيم انقلاب ديسمبر 2006، فرانك باينيماراما، في صراع مع الكنيسة الميثودية.

## خلفية الصراع
وصل النزاع، الذي طال أمده، بين الحكومة والجيش في جمهورية جزر فيجي مرحلة التأزم في بدايات شهر ديسمبر 2006. كان لثلاث مشاريع قوانين قيد التصويت في البرلمان الفيجي (يشكك أحدها في عدم شرعية انقلاب عام 2000، ويعفي بعض المتمردين الذين شاركوا فيه من العقاب) الدور الرئيس في تحفيز الاضطرابات السياسية في البلاد. سلم العميد البحري، فرانك باينيماراما، تسعة مطالب (أغلبها مرتبط بمشاريع القوانين الثلاثة) إلى رئيس الوزراء، ليسينيا كاراسي. وجه باينيماراما إنذارًا إلى كاراسي بقبول هذه المطالب أو الاستقالة من منصبه بحلول يوم الجمعة 1 ديسمبر. مُددت المهلة بعد ذلك إلى يوم الاثنين 4 ديسمبر.
بعد عدة أسابيع من تحضيرات الجيش، أعلن، في 4 ديسمبر، عن إنشاء تشكيل عسكري منظم جديد أقام حواجز إستراتيجية في شوارع العاصمة الفيجية، سوفا، وأطلق مظاهرات علنية، وعمل على مصادرة سلاح الفصائل المعارضة، بما في ذلك الشرطة الفيجية. في 5 ديسمبر، وضع التشكيل العسكري العديد من وزراء الحكومة ونواب الرئيس قيد الإقامة الجبرية، وزُعم بأن الرئيس الفيجي، راتو جوزيفا إيلويلو، وقع أمرًا بحل البرلمان، لكنه عاد ليدلي لاحقًا ببيان صحفي نفي فيه قيامه بذلك. لقي جنديان أستراليان حتفهما في حادث تحطم مروحية يو إتش 60 بلاك هوك بعد نقل أستراليا لثلاث سفن حربية إلى سواحل فيجي لاستخدامها في إجلاء الرعايا الأجانب في حال اقتضت الحاجة.

## الأصول
تعود جذور الأزمة الحالية إلى انقلاب فيجي عام 2000 الذي استهدف الحكومة متعددة الأعراق برئاسة ماهيندرا تشودري. قاد مؤيدو الانقلاب فصيلًا مسلحًا غير مرتبط (بشكل وثيق) بالجيش الذي عارض أفعالهم. بعد إعلان باينيماراما حالة التأهب العسكري، وحل الأزمة باستعمال القوة، أدت الحكومة المؤقتة اليمين الدستورية برئاسة رئيس الوزراء الحالي، ليسينيا كاراسي. انتخب رئيس وزراء فيجي في انتخابات عامي 2001 و2006 بشكل ديموقراطي، واتخذ بعدها عدة إجراءات أثارت استياء الجيش.  
عرضت على البرلمان ثلاثة مشاريع قوانين مثيرة للجدل: مشروع قانون المصالحة والتسامح والوحدة، ومشروع قانون قاليقولي، ومشروع قانون محكمة الأراضي. رفض معارضو انقلاب عام 2000 مشاريع القوانين الثلاثة. يمكن اعتبار مشروع قانون المصالحة والتسامح والوحدة أهم القوانين الثلاثة، إذ أن من شأنه أن يمنح العفو لبعض المتورطين في انقلاب عام 2000، أو لمن هم قيد التحقيق في نفس القضية، بمن فيهم مسؤولون داخل الحكومة الفيجية.
تسببت مشاريع القوانين الثلاثة آنفة الذكر بخلافات في الوسط السياسي في فيجي. سعى نائب الرئيس، راتو جوني مادراويوي، في 16 يناير 2006، إلى عقد اجتماعات مع الأطراف المتنازعة لتقريب وجهات النظر، وتمكن من تهدئة الأزمة السياسية الفيجية لعامي 2005 – 2006. مع ذلك، ظلت العلاقات التي تربط الحكومة الفيجية بالجيش الفيجي متوترة بعض الشيء.
في 22 سبتمبر 2006، هاجم العميد البحري، فرانك باينيماراما، سياسات الحكومة في خطاب ألقاه في مدرسة راتو لاتيانارا الثانوية. ذكر موقع فيجي فيليج الإخباري، أن باينيماراما ادعى بأن تساهل الحكومة الفيجية مع القائمين على انقلاب عام 2000  تسبب بخلق ثقافة عدم احترام القانون التي تسببت بدورها بتزايد حوادث القتل والاغتصاب وتدنيس المعابد الهندوسية. انتقد بايينماراما أيضًا الكنيسة الميثودية في فيجي وروتوما لدعمها الحكومة الفيجية.
في اليوم التالي، علق رئيس الوزراء، ليسينيا كاراسي، على اتهامات باينيماراما، ووصفها بأنها غير دستورية، وأعلن عزمة إحالة القضية إلى المحكمة العليا لإعلان الحكم المناسب فيما يتعلق بدور الجيش في البلاد.
بدورها، ردت الكنيسة الميثودية بقوة على اتهام العميد البحري، باينيماراما، الحكومة باتباع سياسات تسببت بإعادة فيجي إلى عهد الوثنية والوحشية. علق القس آمي توغوي، الأمين العام للكنيسة الميثودية على تصريحات باينيماراما، وقال: «يبدو أن القائد يتجاهل حقيقة أن تأثير الديانة المسيحية هو الذي تسبب بإلغاء الوحشية وأكل لحوم البشر في فيجي».
في 25 سبتمبر، قال المتحدث باسم الجيش الفيجي، الرائد نيومي لويني، أن الإجراء القضائي الذي اقترحته الحكومة يمثل تهديدًا للأمة، وأن الجيش متحد في عزمه محاكمة كل من تورط في انقلاب عام 2000 وفي معارضته للتشريع الذي يقترح منح العفو لهؤلاء الجناة. كما كرر لويني معارضة الجيش ل «مشروع قانون قليقولي» الذي اقترح منح مجموعة الفيجيين الإثنية (السكان الأصليين لجزر فيجي) السيطرة على جميع الموارد الطبيعية في قاع البحار.
في 25 سبتمبر، نقلت صحيفة ذا فيجي صن عن باينيماراما قوله بأنه استند في خطابه في مدرسة راتو لاتيانارا الثانوية إلى نصيحة الجنرال الأمريكي، جون براون. بعد ظهر نفس اليوم، أكد سفير الولايات المتحدة الأمريكي في فيجي، لاري دينجر، لصحيفة فيجي فيليج نيوز، أن بينيماراما أساء فهم نوايا براون. أصر دينجر على موقفه الرافض بالمطلق لتحدي الجيش لحكم المحكمة الدستورية. يعتقد براون بأنه قد أسيء فهم خطابه التشجيعي، وبأنه تسبب، بشكل أو بآخر، بحدوث الانقلاب. نفى لويني لاحقًا ما تردد عن تأثر الموقف العسكري الفيجي من مشروع قانون قليقولي بتصريحات براون.
في 6 أكتوبر 2006، دعا المتحدث باسم الجيش الفيجي، الرائد نيومي لويني، رئيس الوزراء، ليسينيا كاراسي، إلى الاستقالة بسبب فقدان الحكومة لكل مظاهر المصادقية والنزاهة والأمانة، ولكون البلاد غارقة في الأزمات الاقتصادية والمالية.

## المهلة وبوادر الأزمة
في 16 أكتوبر من عام 2006، أعطى باينيماراما الحكومة مهلة مدتها ثلاثة أسابيع لتلبية تسعة مطالب أو الاستقالة.
تركزت المطالب التسعة بشكل رئيسي حول: تقديم أنصار انقلاب عام 2000 إلى العدالة، والتراجع عن أي مكائد سياسية من شأنها أن تزيد من حالة عدم المساواة الاقتصادية القائمة على أسس عرقية، رفض تدخل السلطات الأجنبية (وذكر بالاسم مفوض الشرطة، أندرو هيوز، أسترالي الجنسية)، وإسقاط إجراءات المحاكمة المتعلقة بتصريحات الجيش الصادرة في وقت سابق من عام 2006 واتخاذ الإجراءات الرسمية اللازمة للتصدي للمخاوف المتعلقة بالإنفاق الحكومي والإدارة الداخلية.